# Monique Covet

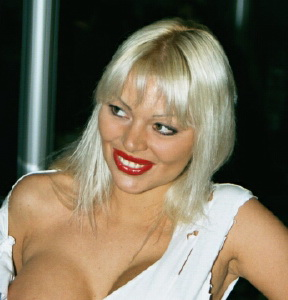
Monique Covet auf der Adult Entertainment Expo 2002

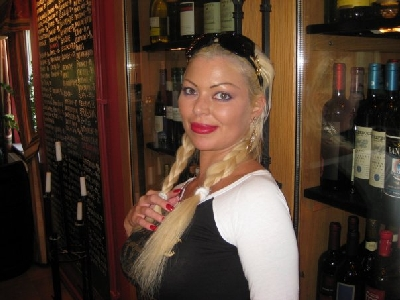
Monique Covet 2010

Monique Covet (* 14. Juli 1976 in Ungarn) ist eine ungarische Pornodarstellerin. Sie ist seit 1995 als Darstellerin in der Porno-Branche tätig. Ihr ursprünglicher Familienname lautet Monika Visi. Der im Internet oftmals alternativ angegebene Nachname Cancellieri, ist ein Aliasname der von der Produktionsfirma Private in den ersten Jahren ihrer Karriere für sie verwendet wurde. Ihr Familienname wurde auf ihren Wunsch in den 2000er Jahren von der dafür zuständigen ungarischen Behörde abgeändert, da sie sich mit ihrer engeren Familie überworfen hatte, und ihren ursprünglichen Familiennamen nicht mehr tragen wollte.

## Persönlicher Hintergrund und frühe Karriere
Im Alter von 16 Jahren arbeitete Covet bereits als Model in Budapest. Nach ihren eigenen Angaben begann ihre Karriere als Pornodarstellerin eher zufällig, als sie 18 Jahre alt war. Bei ihrer Ankunft in Paris, wo sie ihrer Erwartung nach ein weiterer Routineauftrag als Model erwartete, empfahl sie ihr Manager für ein Casting der Produktionsfirma Private, wo sie auf den Regisseur Pierre Woodman traf. Ihre eigene Aussage dazu: „Sie boten mir eine tragende Rolle an, da ich ihrer Aussage nach das Potential hatte, ein Star zu werden. Ich gehöre zu den Menschen, die alles, das ihr Interesse erweckt, einmal ausprobieren. Alle waren sehr freundlich zu mir, also habe ich zugesagt.“
Ihre erste Szene drehte sie auf einer Yacht in der Bucht von Sydney (die Szene findet sich z. B. im Private Video Magazine 21). Von 1995 bis 1998, lebte Monique Covét in Deutschland, wo sie einen Vertrag mit dem deutschen Pornolabel „Helen Duval“ hatte. Ursprünglich war diese Firma von dem deutschen Produzenten Oliver Chez auf die Darstellerin Helen Duval ausgerichtet. Nach Differenzen zwischen den beiden, wurde Duval durch Monique Covét ersetzt, und die Firma produzierte weiter Filme unter dem „Helen Duval“ Label. Dadurch wurde Covét in Deutschland selbst nach kurzer Zeit als Helen Duval bekannt, obwohl sie den Namen selbst nie aktiv benutzte. 1998 endete auch diese Zusammenarbeit. In diesem Jahr wurde Covét auch als Hauptdarstellerin für das erste Video aus der „Pirate Video Deluxe - Xtreme Desires“ Reihe der Private Media Group. Covét erschien in drei von fünf Szenen, und wurde, nachdem der Film abgedreht wurde, als erste Darstellerin überhaupt, mit einem Exklusivvertrag von Private unter Vertrag genommen. 
Pirate Video Deluxe 1: Xtreme Desires war auch der Beginn der Zusammenarbeit Monique Covéts mit der Londoner Regisseurin Tanya Hyde, die sich besonders im Hardcore-Fetischbereich einen Namen gemacht hatte. Filme aus dieser Phase Covéts Schaffens sind z. B.: Pirate Video Deluxe 5: Tanya Hyde's Twisted Dreams (1999), Pirate Video Deluxe 7: Tanya Hyde's London Calling (2000), Pirate Video Deluxe 10: Hell, Whores and High Heels (2000) und Pirate Video Deluxe 13: Tanya Hyde's Rubberfuckers Rule (2000). Im Jahr 2001 wurde sie bei der Venus Berlin als beste europäische Darstellerin ausgezeichnet.

## Die spätere Karriere und das Leben nachPrivate
Nachdem Monique Covet die Zusammenarbeit mit Private im Jahr 2001 beendet hatte, zog sie sich für ein Jahr zurück, um sich sportlichen Aktivitäten und dem Erwerb eines Führerscheins zu widmen. 2003 unterzeichnete sie einen Vertrag mit Boss Films. Im selben Jahr spielte sie in ihrem ersten für diese Firma gedrehten Film Shining sex. 2004 beschloss Monique Covét sich als Darstellerin aus dem Erotikbusiness zurückzuziehen, dem sie jedoch prinzipiell verbunden blieb. Sie tritt bei entsprechenden Shows und Events auf und ist medial, v. a. in ihrem Heimatland Ungarn, präsent. Bei den wenigen Videos die Covét in der Zeit nach 2004 drehte, handelt es sich durchwegs um kurze Clips, oder Softcore Produktionen.
Covet hat in Ungarn vor bzw. schon während ihrer Karriere als Model, eine Handelsschule besucht, spricht vier Sprachen (Ungarisch, Italienisch, Englisch und Deutsch) und lebt abwechselnd in Ungarn, Italien und Irland, Länder, zu denen sie nach eigener Aussage eine besondere Affinität empfindet. Berufsbedingt war und ist Monique Covét viel auf Reisen, besonders in Europa. Die Ausübung des Reitsports als Hobby hat Monique nach einem schweren Reitunfall 2005 aufgegeben. Der Unfall zog eine zweijährige Therapie nach sich. Zu ihren Interessen und Aktivitäten zählen Tauchen sowie ägyptische Kulturgeschichte des Altertums. Covét bezeichnet sich selbst als bisexuell. 2015 schloss Monique Covét die römische Schule für Mode und Design „Academia Del Lusso“, mit einem Diplom ab. Seitdem verfolgt sie eine Karriere im Modebereich.
2015 wurde Monique Covét im Film Best of Private 50th Anniversary, der anlässlich des 50. Jubiläums der Firma im November 2015 herauskam, als eine der 5 legendärsten und prägendsten Pornodarstellerinnen der letzten 50 Jahre bezeichnet.

## Auszeichnungen
- 1998: Pirate Girl of the Year Award
- 2001: Venus Award: Beste Darstellerin Europa
- 2002: Venus Award: Beste Darstellerin Osteuropa (geteilt mit Rita Faltoyano)
- 2004: Festival International de l'Erotisme Brussels 2004: Lifetime Achievement Award
- 2004: Berlin Erotic Film Festival: Jury Actress Award

## Filmografie (Auswahl)
- Amanda Diary 4 (2001)
- Amanda Diary 5 (2001)
- Dream Factory (2002)
- Erica (2000)
- Helen contre Helen (1999)
- Hell, Whores and High Heels (2001)
- Hot Spice Girls (1997)
- Monique Covet (2001)
- Private XXX 12 (1999)
- Private XXX 4 (1999)
- Rocco never say never 1 (2001)
- Rubberfuckers Rule (2001)
- Tanya Hyde's London calling (2000)
- Tanya Hyde's twisted dreams (1999)
- The Gigolo (1995)
- The Tower 1 (1995)
- The Tower 2 (1995)
- The Tower 3 (1995)
- The best by private 15 (1999)
- The best by Private 16 (1999)
- The splendor of hell (2001)
- Triple X 3 (1995)
- Triple X 4 (1995)
- Video Magazine 21 (1995)
- Video Magazine 24 (1995)
- Video Magazine 25 (1995)
- Video Magazine 26 (1995)
- Xtreme desires (1999)